# Guess Who's a Mess
Guess Who's a Mess è un album di Brad Sucks, pubblicato da Magnatune nel 2012.

## Tracce
Testi e musiche di Brad Turcotte.
1. In Your Face – 3:21
2. Come Back – 3:25
3. Feel Free Plastic Surgery – 3:31
4. Guess Who's a Mess – 3:17
5. Waste of TV – 3:35
6. Model Home – 3:37
7. The First Thing About Me – 3:16
8. Thanks for the Add – 3:40
9. Fluoride – 3:42
10. Just in a Phase – 3:38

Durata totale: 35:02